# Campionati europei di sollevamento pesi 2017
I Campionati europei di sollevamento pesi 2017, 98ª edizione maschile e 30ª femminile della manifestazione, si sono svolti dal 2 all'8 aprile a Spalato, in Croazia, al Gripe Sports Hall Osječka.
In base alle variazioni avvenute nel corso del suo svolgimento, l'edizione è conteggiata come:
- la 76ª effettivamente organizzata;
- la 96ª secondo la numerazione della EWF;
- la 98ª secondo la numerazione della IWF.

## Squalifiche
Le competizioni furono caratterizzate da sei squalifiche:
- Iuri Dudoglo nei pesi gallo, che giunse secondo;
- Bünyamin Sezer, che giunse secondo, e Dimitris Minasidis, che giunse quarto, nei pesi piuma;
- Alexandru Șpac nei pesi medi, che giunse decimo;
- Maksim Mudreuski nei pesi massimi leggeri, che non terminò la gara;
- Adam Maligov nei pesi mediomassimi, che vinse la gara.

## Titoli in palio
Sono stati assegnati 16 titoli nel totale dell'esercizio (48 considerando anche le due specialità, lo strappo e lo slancio) in 8 categorie maschili e 8 femminili, sotto elencate.
Categorie maschili
| Categoria            | Eventi         | Atleti | Gruppi |
| -------------------- | -------------- | ------ | ------ |
| Pesi gallo           | Fino a 56 kg   | 9      | 2      |
| Pesi piuma           | Fino a 62 kg   | 10     | 2      |
| Pesi leggeri         | Fino a 69 kg   | 16     | 2      |
| Pesi medi            | Fino a 77 kg   | 20     | 2      |
| Pesi massimi leggeri | Fino a 85 kg   | 21     | 3      |
| Pesi mediomassimi    | Fino a 94 kg   | 25     | 3      |
| Pesi massimi         | Fino a 105 kg  | 24     | 3      |
| Pesi supermassimi    | Oltre i 105 kg | 25     | 3      |

Categorie femminili
| Categoria            | Eventi        | Atlete | Gruppi |
| -------------------- | ------------- | ------ | ------ |
| Pesi gallo           | Fino a 48 kg  | 12     | 2      |
| Pesi piuma           | Fino a 53 kg  | 15     | 2      |
| Pesi leggeri         | Fino a 58 kg  | 22     | 2      |
| Pesi medi            | Fino a 63 kg  | 20     | 2      |
| Pesi massimi leggeri | Fino a 69 kg  | 16     | 2      |
| Pesi mediomassimi    | Fino a 75 kg  | 13     | 2      |
| Pesi massimi         | Fino a 90 kg  | 13     | 2      |
| Pesi supermassimi    | Oltre i 90 kg | 9      | 2      |

## Calendario eventi
Il 17 gennaio 2017 viene diffuso il calendario dei titoli da assegnare nelle sette giornate di gare.
| Giorno→ Categoria ↓ | Do 2 | Lu 3 | Ma 4 | Me 5 | Gi 6 | Ve 7 | Sa 8 |
| ------------------- | ---- | ---- | ---- | ---- | ---- | ---- | ---- |
| 56 kg               | ●    |      |      |      |      |      |      |
| 62 kg               | ●    |      |      |      |      |      |      |
| 69 kg               |      |      | ●    |      |      |      |      |
| 77 kg               |      |      |      | ●    |      |      |      |
| 85 kg               |      |      |      |      | ●    |      |      |
| 94 kg               |      |      |      |      |      | ●    |      |
| 105 kg              |      |      |      |      |      |      | ●    |
| +105 kg             |      |      |      |      |      |      | ●    |

| Giorno→ Categoria ↓ | Do 2 | Lu 3 | Ma 4 | Me 5 | Gi 6 | Ve 7 | Sa 8 |
| ------------------- | ---- | ---- | ---- | ---- | ---- | ---- | ---- |
| 48 kg               | ●    |      |      |      |      |      |      |
| 53 kg               |      | ●    |      |      |      |      |      |
| 58 kg               |      | ●    |      |      |      |      |      |
| 63 kg               |      |      | ●    |      |      |      |      |
| 69 kg               |      |      |      | ●    |      |      |      |
| 75 kg               |      |      |      |      | ●    |      |      |
| 90 kg               |      |      |      |      |      | ●    |      |
| +90 kg              |      |      |      |      |      |      | ●    |

## Nazioni partecipanti
Le nazioni che hanno partecipato ai campionati furono 41 per un totale di 270 partecipanti (150 atleti e 120 atlete). Tra parentesi i partecipanti per nazione.
- Albania  (10)
- Armenia  (9)
- Austria  (4)
- Belgio  (1)
- Bielorussia  (10)
- Bosnia ed Erzegovina  (1)
- Bulgaria  (8)
- Cipro  (4)
- Croazia  (15)
- Danimarca  (5)
- Estonia  (2)
- Finlandia  (14)
- Francia  (5)
- Georgia  (4)
- Germania  (7)
- Grecia  (3)
- Irlanda  (6)
- Islanda  (2)
- Israele  (9)
- Italia  (5)
- Kosovo  (1)
- Lettonia  (3)
- Lituania  (7)
- Malta  (2)
- Moldavia  (5)
- Norvegia  (3)
- Paesi Bassi  (2)
- Polonia  (14)
- Regno Unito  (4)
- Rep. Ceca  (9)
- Romania  (12)
- Russia  (16)
- Serbia  (5)
- Slovacchia  (8)
- Slovenia  (2)
- Spagna  (14)
- Svezia  (3)
- Svizzera  (1)
- Turchia  (16)
- Ucraina  (15)
- Ungheria  (6)

## Risultati

### Categorie femminili
| Evento            | Oro                 | Oro    | Argento               | Argento | Bronzo                | Bronzo |
| ----------------- | ------------------- | ------ | --------------------- | ------- | --------------------- | ------ |
| 48 kg (Dettagli)  |                     |        |                       |         |                       |        |
| Strappo           | Monica Csengeri     | 85 kg  | Anaïs Michel          | 80 kg   | Elena Andrieș         | 75 kg  |
| Slancio           | Anaïs Michel        | 100 kg | Monica Csengeri       | 94 kg   | Şaziye Erdoğan        | 90 kg  |
| Totale            | Anaïs Michel        | 180 kg | Monica Csengeri       | 179 kg  | Elena Andrieș         | 164 kg |
| 53 kg (Dettagli)  |                     |        |                       |         |                       |        |
| Strappo           | Joanna Łochowska    | 86 kg  | Atenery Hernández     | 86 kg   | Bediha Tunadağı       | 84 kg  |
| Slancio           | Joanna Łochowska    | 106 kg | Ljudmila Pankova      | 106 kg  | Atenery Hernández     | 105 kg |
| Totale            | Joanna Łochowska    | 192 kg | Atenery Hernández     | 191 kg  | Ljudmila Pankova      | 189 kg |
| 58 kg (Dettagli)  |                     |        |                       |         |                       |        |
| Strappo           | Rebeka Koha         | 95 kg  | Veronika Ivasiuk      | 95 kg   | Natal'ja Chlёstkina   | 95 kg  |
| Slancio           | Natal'ja Chlёstkina | 119 kg | Rebeka Koha           | 118 kg  | Sümeyye Kentli        | 116 kg |
| Totale            | Natal'ja Chlёstkina | 214 kg | Rebeka Koha           | 213 kg  | Mădălina Molie        | 208 kg |
| 63 kg (Dettagli)  |                     |        |                       |         |                       |        |
| Strappo           | Loredana Toma       | 100 kg | Tat'jana Aleeva       | 98 kg   | Tima Turieva          | 97 kg  |
| Slancio           | Loredana Toma       | 126 kg | Tat'jana Aleeva       | 125 kg  | Tima Turieva          | 121 kg |
| Totale            | Loredana Toma       | 226 kg | Tat'jana Aleeva       | 223 kg  | Tima Turieva          | 218 kg |
| 69 kg (Dettagli)  |                     |        |                       |         |                       |        |
| Strappo           | Anastasija Romanova | 112 kg | Rebekah Tiler         | 100 kg  | Marija Chljan         | 99 kg  |
| Slancio           | Anastasija Romanova | 135 kg | Anastasija Michalenka | 130 kg  | Marija Chljan         | 126 kg |
| Totale            | Anastasija Romanova | 247 kg | Marija Chljan         | 225 kg  | Anastasija Michalenka | 225 kg |
| 75 kg (Dettagli)  |                     |        |                       |         |                       |        |
| Strappo           | Iryna Decha         | 120 kg | Lidia Valentín        | 115 kg  | Marija Vostrikova     | 113 kg |
| Slancio           | Lidia Valentín      | 137 kg | Sona Poghosyan        | 126 kg  | Marija Vostrikova     | 126 kg |
| Totale            | Lidia Valentín      | 252 kg | Marija Vostrikova     | 238 kg  | Sona Poghosyan        | 227 kg |
| 90 kg (Dettagli)  |                     |        |                       |         |                       |        |
| Strappo           | Valentyna Kisil'    | 110 kg | Diana Mstieva         | 109 kg  | Tat'ev Hakobyan       | 105 kg |
| Slancio           | Diana Mstieva       | 132 kg | Valentyna Kisil'      | 130 kg  | Anna Van Bellinghen   | 127 kg |
| Totale            | Diana Mstieva       | 241 kg | Valentyna Kisil'      | 240 kg  | Tat'ev Hakobyan       | 230 kg |
| +90 kg (Dettagli) |                     |        |                       |         |                       |        |
| Strappo           | Tat'jana Kaširina   | 137 kg | Anastasija Lysenko    | 125 kg  | Krisztina Magát       | 104 kg |
| Slancio           | Tat'jana Kaširina   | 180 kg | Anastasija Lysenko    | 152 kg  | Krisztina Magát       | 130 kg |
| Totale            | Tat'jana Kaširina   | 317 kg | Anastasija Lysenko    | 277 kg  | Krisztina Magát       | 234 kg |

## Medagliere

### Grandi (totale)
Riferito al totale dell'esercizio: 17 nazioni sono entrate nel medagliere.
| Posiz. | Nazione     | Oro | Argento | Bronzo | Totale |
| ------ | ----------- | --- | ------- | ------ | ------ |
| 1      | Russia      | 4   | 5       | 1      | 10     |
| 2      | Romania     | 2   | 3       | 3      | 8      |
| 3      | Francia     | 2   | 0       | 0      | 2      |
| 4      | Ucraina     | 1   | 4       | 0      | 5      |
| 5      | Armenia     | 1   | 1       | 3      | 5      |
| 6      | Spagna      | 1   | 1       | 0      | 2      |
| 7      | Polonia     | 1   | 0       | 3      | 4      |
| 8      | Georgia     | 1   | 0       | 0      | 1      |
| 8      | Italia      | 1   | 0       | 0      | 1      |
| 8      | Turchia     | 1   | 0       | 0      | 1      |
| 11     | Bulgaria    | 0   | 1       | 0      | 1      |
| 11     | Lettonia    | 0   | 1       | 0      | 1      |
| 13     | Bielorussia | 0   | 0       | 2      | 2      |
| 14     | Albania     | 0   | 0       | 1      | 1      |
| 14     | Germania    | 0   | 0       | 1      | 1      |
| 14     | Lituania    | 0   | 0       | 1      | 1      |
| 14     | Ungheria    | 0   | 0       | 1      | 1      |
| Totale | Totale      | 15  | 16      | 16     | 47     |

### Grandi (totale) e Piccole (Strappo e Slancio)
Riferito al totale dell'esercizio e delle due specialità: 21 nazioni sono entrate nel medagliere.
| Posiz. | Nazione     | Oro | Argento | Bronzo | Totale |
| ------ | ----------- | --- | ------- | ------ | ------ |
| 1      | Russia      | 11  | 12      | 8      | 31     |
| 2      | Romania     | 6   | 6       | 8      | 20     |
| 3      | Ucraina     | 5   | 9       | 3      | 17     |
| 4      | Francia     | 4   | 1       | 0      | 5      |
| 5      | Armenia     | 3   | 3       | 5      | 11     |
| 6      | Polonia     | 3   | 1       | 5      | 9      |
| 7      | Italia      | 3   | 1       | 0      | 4      |
| 8      | Georgia     | 3   | 0       | 1      | 4      |
| 9      | Spagna      | 2   | 3       | 1      | 6      |
| 10     | Turchia     | 2   | 1       | 4      | 7      |
| 11     | Lettonia    | 1   | 2       | 0      | 3      |
| 12     | Albania     | 1   | 1       | 2      | 4      |
| 13     | Lituania    | 1   | 0       | 1      | 2      |
| 14     | Bielorussia | 0   | 2       | 3      | 5      |
| 15     | Bulgaria    | 0   | 2       | 2      | 4      |
| 16     | Germania    | 0   | 1       | 1      | 2      |
| 17     | Austria     | 0   | 1       | 0      | 1      |
| 17     | Estonia     | 0   | 1       | 0      | 1      |
| 17     | Regno Unito | 0   | 1       | 0      | 1      |
| 20     | Ungheria    | 0   | 0       | 3      | 3      |
| 21     | Belgio      | 0   | 0       | 1      | 1      |
| Totale | Totale      | 45  | 48      | 48     | 141    |

## Classifica a squadre

### Sistema di punteggio
Il sistema di punteggio è indicato dalla sommatoria dell'esercizio totale e delle due specialità in base allo schema adottato nel 1996:

### Categorie maschili
| Pos. | Squadra              | Punti |
| ---- | -------------------- | ----- |
| 1    | Russia               | 501   |
| 2    | Turchia              | 463   |
| 3    | Polonia              | 399   |
| 4    | Albania              | 383   |
| 5    | Ucraina              | 381   |
| 6    | Armenia              | 365   |
| 7    | Germania             | 355   |
| 8    | Bulgaria             | 354   |
| 9    | Romania              | 325   |
| 10   | Bielorussia          | 318   |
| 11   | Lituania             | 240   |
| 12   | Spagna               | 228   |
| 13   | Francia              | 219   |
| 14   | Moldavia             | 219   |
| 15   | Slovacchia           | 204   |
| 16   | Georgia              | 197   |
| 17   | Finlandia            | 168   |
| 18   | Rep. Ceca            | 163   |
| 19   | Italia               | 141   |
| 20   | Croazia              | 140   |
| 21   | Serbia               | 132   |
| 22   | Austria              | 115   |
| 23   | Israele              | 95    |
| 24   | Lettonia             | 80    |
| 25   | Cipro                | 77    |
| 26   | Estonia              | 74    |
| 27   | Ungheria             | 73    |
| 28   | Danimarca            | 55    |
| 29   | Irlanda              | 40    |
| 30   | Kosovo               | 34    |
| 31   | Grecia               | 33    |
| 32   | Regno Unito          | 29    |
| 33   | Islanda              | 26    |
| 34   | Slovenia             | 23    |
| 35   | Bosnia ed Erzegovina | 20    |
| 36   | Svezia               | 8     |
| 37   | Malta                | 7     |

### Categorie femminili
| Pos. | Squadra     | Punti |
| ---- | ----------- | ----- |
| 1    | Russia      | 588   |
| 2    | Ucraina     | 492   |
| 3    | Spagna      | 464   |
| 4    | Polonia     | 441   |
| 5    | Romania     | 425   |
| 6    | Turchia     | 373   |
| 7    | Finlandia   | 321   |
| 8    | Croazia     | 300   |
| 9    | Ungheria    | 232   |
| 10   | Israele     | 224   |
| 11   | Bielorussia | 219   |
| 12   | Regno Unito | 183   |
| 13   | Italia      | 181   |
| 14   | Rep. Ceca   | 179   |
| 15   | Norvegia    | 165   |
| 16   | Armenia     | 156   |
| 17   | Albania     | 127   |
| 18   | Irlanda     | 124   |
| 19   | Danimarca   | 117   |
| 20   | Svezia      | 116   |
| 21   | Grecia      | 101   |
| 22   | Francia     | 81    |
| 23   | Lettonia    | 78    |
| 24   | Paesi Bassi | 71    |
| 25   | Belgio      | 67    |
| 26   | Moldavia    | 64    |
| 27   | Germania    | 60    |
| 28   | Cipro       | 51    |
| 29   | Serbia      | 50    |
| 30   | Austria     | 41    |
| 31   | Islanda     | 40    |
| 32   | Svizzera    | 39    |
| 33   | Slovacchia  | 36    |
| 34   | Malta       | 30    |
| 35   | Slovenia    | 29    |

## Gare maschili

### 56 kg maschili
| Pos. | Atleta                   | Gruppo | Peso atleta | Strappo (kg) | Strappo (kg) | Strappo (kg) | Strappo (kg) | Slancio (kg) | Slancio (kg) | Slancio (kg) | Slancio (kg) | Totale |
| Pos. | Atleta                   | Gruppo | Peso atleta | 1            | 2            | 3            | Pos.         | 1            | 2            | 3            | Pos.         | Totale |
| ---- | ------------------------ | ------ | ----------- | ------------ | ------------ | ------------ | ------------ | ------------ | ------------ | ------------ | ------------ | ------ |
|      | Mirco Scarantino (ITA)   | A      | 55.90       | 114          | 117          | 120          |              | 140          | 146          | —            |              | 266    |
|      | Ilie Ciotoiu (ROU)       | A      | 56.00       | 108          | 111          | 115          |              | 131          | 131          | 140          |              | 242    |
|      | Dominik Kozłowski (POL)  | A      | 55.75       | 111          | 114          | 116          |              | 124          | 124          | 127          |              | 241    |
| 4    | Muammer Şahin (TUR)      | A      | 55.95       | 110          | 115          | 116          | 4            | 120          | 126          | 130          | 4            | 236    |
| 5    | Okan Yılmaz (TUR)        | A      | 55.90       | 103          | 103          | 106          | 5            | 125          | 131          | 132          | 5            | 228    |
| 6    | Georgije Bogojevic (CRO) | B      | 55.05       | 60           | 65           | 70           | 6            | 90           | 95           | 95           | 6            | 160    |
| —    | Josué Brachi (ESP)       | A      | 55.65       | 118          | 118          | 118          | —            | —            | —            | —            | —            | —      |
| —    | Florin Croitoru (ROU)    | A      | 55.85       | 107          | —            | —            | —            | —            | —            | —            | —            | —      |
| DSQ  | Iuri Dudoglo (MDA)       | A      | 55.75       | 114          | 115          | 118          | —            | 135          | 146          | 152          | —            | —      |

### 62 kg maschili
| Pos. | Atleta                     | Gruppo | Peso atleta | Strappo (kg) | Strappo (kg) | Strappo (kg) | Strappo (kg) | Slancio (kg) | Slancio (kg) | Slancio (kg) | Slancio (kg) | Totale |
| Pos. | Atleta                     | Gruppo | Peso atleta | 1            | 2            | 3            | Pos.         | 1            | 2            | 3            | Pos.         | Totale |
| ---- | -------------------------- | ------ | ----------- | ------------ | ------------ | ------------ | ------------ | ------------ | ------------ | ------------ | ------------ | ------ |
|      | Hurşit Atak (TUR)          | A      | 62.00       | 125          | 128          | 130          |              | 160          | 165          | 170          |              | 290    |
|      | Feliks Chalibekov (RUS)    | A      | 61.95       | 125          | 129          | 131          |              | 150          | 150          | 154          |              | 285    |
|      | Ionuț Ilie (ROU)           | A      | 61.85       | 123          | 126          | 129          |              | 150          | 150          | 151          | 5            | 280    |
| 4    | Vladimir Urumov (BUL)      | A      | 61.90       | 123          | 126          | 127          | 4            | 150          | 153          | 159          | 4            | 280    |
| 5    | Stilijan Grozdev (BUL)     | A      | 61.85       | 123          | 126          | 128          | 5            | 150          | 154          | 158          |              | 280    |
| 6    | Ramini Shamilishvili (GEO) | A      | 61.95       | 117          | 121          | 123          | 7            | 140          | 144          | 147          | 6            | 270    |
| 7    | Arberi Cerciz (ALB)        | B      | 61.30       | 117          | 117          | 125          | 6            | 137          | 145          | 145          | 8            | 262    |
| 8    | Romario Avdiraj (ALB)      | B      | 61.85       | 111          | 111          | 120          | 8            | 142          | 150          | 150          | 7            | 253    |
| DSQ  | Bünyamin Sezer (TUR)       | A      | 62.00       | 130          | 132          | 135          | —            | 151          | 153          | 154          | —            | —      |
| DSQ  | Dimitris Minasidis (CYP)   | A      | 61.90       | 125          | 125          | 126          | —            | 151          | 157          | 160          | —            | —      |

### 69 kg maschili
| Pos. | Atleta                  | Gruppo | Peso atleta | Strappo (kg) | Strappo (kg) | Strappo (kg) | Strappo (kg) | Slancio (kg) | Slancio (kg) | Slancio (kg) | Slancio (kg) | Totale |
| Pos. | Atleta                  | Gruppo | Peso atleta | 1            | 2            | 3            | Pos.         | 1            | 2            | 3            | Pos.         | Totale |
| ---- | ----------------------- | ------ | ----------- | ------------ | ------------ | ------------ | ------------ | ------------ | ------------ | ------------ | ------------ | ------ |
|      | Bernardin Matam (FRA)   | A      | 68.75       | 140          | 143          | 144          | 5            | 174          | 180          | —            |              | 320    |
|      | Oleg Čen (RUS)          | A      | 68.85       | 145          | 145          | 150          |              | 162          | 168          | 169          | 6            | 319    |
|      | Robert Joachim (GER)    | A      | 68.85       | 134          | 138          | 141          | 4            | 167          | 172          | 176          |              | 317    |
| 4    | David Sanchez (ESP)     | A      | 68.95       | 135          | 140          | 143          | 6            | 169          | 173          | 173          | 4            | 313    |
| 5    | Ahmet Turan Okyay (TUR) | A      | 68.90       | 135          | 141          | 142          |              | 156          | 162          | 170          | 5            | 312    |
| 6    | Mirko Zanni (ITA)       | A      | 68.00       | 135          | 140          | 143          |              | 155          | 162          | 170          | 11           | 305    |
| 7    | Petr Petrov (CZE)       | A      | 68.85       | 132          | 136          | 139          | 9            | 164          | 169          | 169          | 7            | 305    |
| 8    | Serghei Cechir (MDA)    | A      | 68.85       | 136          | 140          | 144          | 7            | 163          | 169          | 170          | 9            | 303    |
| 9    | Damian Wiśniewski (POL) | B      | 68.60       | 130          | 134          | 135          | 10           | 160          | 166          | 168          | 8            | 301    |
| 10   | Víctor Castro (ESP)     | B      | 68.65       | 130          | 135          | 138          | 8            | 155          | 162          | 162          | 12           | 300    |
| 11   | Zlatko Minchev (BUL)    | A      | 69.00       | 133          | 133          | 135          | 11           | 160          | 160          | 165          | 13           | 293    |
| 12   | Dian Minchev (BUL)      | A      | 68.85       | 128          | 130          | 130          | 12           | 162          | 169          | 170          | 10           | 292    |
| 13   | Tim Kring (DEN)         | B      | 68.75       | 125          | 129          | 129          | 13           | 152          | 156          | 156          | 14           | 285    |
| 14   | Arbnor Krasniqi (KOS)   | B      | 68.90       | 94           | 98           | 102          | 14           | 119          | 122          | 122          | 16           | 217    |
| —    | Briken Calja (ALB)      | A      | 69.00       | 145          | 145          | 145          | —            | 170          | 175          | 178          |              | —      |
| —    | Ivan Knez (CRO)         | B      | 68.60       | 90           | 90           | 90           | —            | 115          | 120          | 123          | 15           | —      |

### 77 kg maschili
| Pos. | Atleta                     | Gruppo | Peso atleta | Strappo (kg) | Strappo (kg) | Strappo (kg) | Strappo (kg) | Slancio (kg) | Slancio (kg) | Slancio (kg) | Slancio (kg) | Totale |
| Pos. | Atleta                     | Gruppo | Peso atleta | 1            | 2            | 3            | Pos.         | 1            | 2            | 3            | Pos.         | Totale |
| ---- | -------------------------- | ------ | ----------- | ------------ | ------------ | ------------ | ------------ | ------------ | ------------ | ------------ | ------------ | ------ |
|      | Dumitru Captari (ROU)      | B      | 76.85       | 150          | 155          | 160          |              | 190          | 195          | 200          |              | 360    |
|      | Răzvan Martin (ROU)        | A      | 76.75       | 150          | 155          | 158          |              | 185          | 190          | 194          |              | 348    |
|      | Erkand Qerimaj (ALB)       | A      | 76.85       | 155          | 158          | 158          | 6            | 188          | 190          | 193          |              | 348    |
| 4    | Daniel Godelli (ALB)       | A      | 76.40       | 156          | 158          | 161          |              | 186          | 191          | 192          | 6            | 347    |
| 5    | Max Lang (GER)             | A      | 76.20       | 150          | 154          | 156          | 5            | 178          | 184          | 188          | 4            | 344    |
| 6    | Vadzim Likharad (BLR)      | A      | 76.55       | 153          | 157          | 159          | 4            | 180          | 185          | 192          | 7            | 342    |
| 7    | Andrés Eduardo Mata (ESP)  | A      | 76.75       | 145          | 145          | 150          | 9            | 187          | 193          | 194          | 5            | 337    |
| 8    | Ritvars Suharevs (LAT)     | B      | 76.60       | 145          | 150          | 154          | 8            | 175          | 180          | 185          | 8            | 335    |
| 9    | Sergei Petrov (RUS)        | A      | 75.15       | 145          | 151          | 154          | 7            | 175          | 180          | 185          | 10           | 331    |
| 10   | Nico Müller (GER)          | A      | 76.70       | 143          | 148          | 151          | 10           | 178          | 183          | 183          | 12           | 326    |
| 11   | Andrei Birca (MDA)         | B      | 76.75       | 140          | 140          | 145          | 12           | 175          | 181          | 181          | 13           | 320    |
| 12   | Alejandro Gonzales (ESP)   | B      | 76.65       | 135          | 140          | 145          | 14           | 170          | 175          | 180          | 11           | 320    |
| 13   | Giorgi Lomtadze (GEO)      | B      | 76.70       | 140          | 144          | 146          | 11           | 165          | 170          | 170          | 14           | 311    |
| 14   | Emmanouil Marianakis (GRE) | B      | 76.75       | 142          | 146          | 146          | 13           | 160          | 165          | 165          | 15           | 307    |
| 15   | Ervin Rozsnyik (SRB)       | B      | 76.50       | 125          | 130          | 136          | 15           | 160          | 166          | 166          | 16           | 296    |
| 16   | Martynas Sasnauskas (LTU)  | B      | 76.20       | 130          | 135          | 135          | 16           | 155          | 160          | 166          | 17           | 290    |
| 17   | Luka Smajila (SLO)         | B      | 76.10       | 112          | 116          | 119          | 17           | 140          | 145          | 145          | 18           | 261    |
| 18   | Nermin Zecic (BIH)         | B      | 74.60       | 105          | 109          | 113          | 18           | 130          | 136          | 140          | 19           | 249    |
| —    | Yunder Beytula (BUL)       | A      | 77.00       | 146          | 146          | 146          | —            | 180          | 189          | 189          | 9            | —      |
| DSQ  | Alexandru Șpac (MDA)       | B      | 76.60       | 140          | 145          | 148          | —            | 175          | 180          | 181          | —            | —      |

### 85 kg maschili
| Pos. | Atleta                      | Gruppo | Peso atleta | Strappo (kg) | Strappo (kg) | Strappo (kg) | Strappo (kg) | Slancio (kg) | Slancio (kg) | Slancio (kg) | Slancio (kg) | Totale |
| Pos. | Atleta                      | Gruppo | Peso atleta | 1            | 2            | 3            | Pos.         | 1            | 2            | 3            | Pos.         | Totale |
| ---- | --------------------------- | ------ | ----------- | ------------ | ------------ | ------------ | ------------ | ------------ | ------------ | ------------ | ------------ | ------ |
|      | Oleksandr Pjelješenko (UKR) | A      | 84.55       | 170          | 170          | 175          |              | 202          | 211          | 211          |              | 386    |
|      | Artëm Okulov (RUS)          | A      | 84.90       | 165          | 170          | 170          |              | 198          | 203          | 212          |              | 377    |
|      | Krzysztof Zwarycz (POL)     | A      | 85.00       | 159          | 164          | 166          | 5            | 190          | 195          | 199          |              | 358    |
| 4    | Pavel Chadasevič (BLR)      | A      | 84.60       | 160          | 164          | 164          |              | 185          | 191          | 196          | 5            | 356    |
| 5    | Tom Schwarzbach (GER)       | A      | 84.60       | 150          | 154          | 156          | 8            | 190          | 196          | 201          | 4            | 352    |
| 6    | Krenar Shoraj (ALB)         | B      | 84.25       | 145          | 150          | 156          | 7            | 186          | 191          | 192          | 7            | 348    |
| 7    | Michael Müller (GER)        | A      | 84.50       | 149          | 153          | 157          | 6            | 188          | 188          | 196          | 9            | 345    |
| 8    | Karol Samko (SVK)           | B      | 84.90       | 142          | 147          | 150          | 11           | 191          | 195          | 199          | 6            | 345    |
| 9    | Romain Imadouchène (FRA)    | A      | 84.55       | 152          | 152          | 157          | 9            | 187          | 194          | 194          | 10           | 339    |
| 10   | Brandon Vautard (FRA)       | B      | 84.40       | 143          | 148          | 148          | 14           | 180          | 190          | 190          | 8            | 333    |
| 11   | Milko Tokola (FIN)          | B      | 85.00       | 145          | 149          | 150          | 12           | 172          | 180          | —            | 11           | 330    |
| 12   | Andranik Karapetyan (ARM)   | B      | 82.15       | 145          | 155          | 160          | 4            | 155          | 165          | 175          | 18           | 325    |
| 13   | Richard Tkáč (SVK)          | B      | 83.95       | 140          | 145          | 145          | 13           | 175          | 180          | 186          | 12           | 325    |
| 14   | Ermand Tabaku (ALB)         | B      | 84.70       | 143          | 146          | 147          | 14           | 173          | 176          | 178          | 15           | 319    |
| 15   | Turgay Besler (TUR)         | B      | 85.00       | 140          | 140          | 145          | 16           | 162          | 170          | 177          | 13           | 317    |
| 16   | IIrmantas Kačinskas (LTU)   | B      | 84.30       | 140          | 145          | 146          | 15           | 165          | 171          | 177          | 14           | 317    |
| 17   | Seán Brown (IRL)            | B      | 84.30       | 132          | 136          | 140          | 18           | 162          | 166          | 170          | 16           | 310    |
| 18   | Jesse Nykänen (FIN)         | B      | 84.60       | 135          | 138          | 138          | 19           | 163          | 169          | 170          | 17           | 305    |
| —    | Amar Musić (CRO)            | A      | 84.70       | 150          | 153          | 153          | 10           | 184          | 184          | 184          | —            | —      |
| —    | Ivan Markov (BUL)           | A      | 84.75       | 168          | 168          | 168          | —            | —            | —            | —            | —            | —      |
| DSQ  | Maksim Mudreuski (BLR)      | A      | 84.65       | 156          | 161          | 161          | —            | 185          | 185          | 185          | —            | —      |

### 94 kg maschili
| Pos. | Atleta                      | Gruppo | Peso atleta | Strappo (kg) | Strappo (kg) | Strappo (kg) | Strappo (kg) | Slancio (kg) | Slancio (kg) | Slancio (kg) | Slancio (kg) | Totale |
| Pos. | Atleta                      | Gruppo | Peso atleta | 1            | 2            | 3            | Pos.         | 1            | 2            | 3            | Pos.         | Totale |
| ---- | --------------------------- | ------ | ----------- | ------------ | ------------ | ------------ | ------------ | ------------ | ------------ | ------------ | ------------ | ------ |
|      | Dmytro Čumak (UKR)          | A      | 93.55       | 170          | 174          | 178          |              | 207          | 210          | 214          |              | 388    |
|      | Aurimas Didzbalis (LTU)     | A      | 93.50       | 173          | 177          | 181          |              | 205          | 213          | 215          |              | 386    |
|      | Egor Klimonov (RUS)         | A      | 94.00       | 165          | 165          | 170          | 10           | 205          | 213          | 213          |              | 378    |
| 4    | Jürgen Spieß (GER)          | A      | 93.45       | 165          | 170          | 173          |              | 200          | 207          | 209          | 7            | 373    |
| 5    | Aliaksandr Bersanau (BLR)   | A      | 93.00       | 165          | 166          | 171          | 7            | 200          | 205          | 212          | 5            | 371    |
| 6    | Yaroslav Viter (UKR)        | B      | 92.80       | 160          | 165          | 168          | 9            | 200          | 205          | 210          | 4            | 370    |
| 7    | Ibrahim Arat (TUR)          | A      | 93.80       | 163          | 166          | 166          | 8            | 202          | 211          | 213          | 6            | 368    |
| 8    | Georgi Shikov (BUL)         | A      | 93.95       | 163          | 167          | 170          | 6            | 195          | 201          | 201          | 10           | 365    |
| 9    | Łukasz Grela (POL)          | A      | 93.95       | 170          | 174          | 176          | 5            | 195          | 201          | 201          | 11           | 365    |
| 10   | Redon Manushi (FRA)         | B      | 92.85       | 167          | 172          | 175          | 4            | 185          | 185          | 190          | 13           | 362    |
| 11   | Karush Ghukasyan (ARM)      | B      | 93.90       | 160          | 165          | 165          | 12           | 190          | 200          | 207          | 8            | 360    |
| 12   | Nicolae Onica (ROU)         | A      | 93.30       | 160          | 166          | 166          | 11           | 200          | 200          | 206          | 9            | 360    |
| 13   | Endri Karina (ALB)          | B      | 93.65       | 155          | 160          | 165          | 13           | 185          | 190          | 190          | 17           | 345    |
| 14   | Eero Retulainen (FIN)       | B      | 93.85       | 146          | 150          | 150          | 15           | 184          | 189          | 189          | 14           | 339    |
| 15   | Sonny Webster (GBR)         | B      | 93.70       | 148          | 153          | 154          | 16           | 189          | 189          | 189          | 15           | 337    |
| 16   | Vadims Kozevnikovs (LAT)    | B      | 91.85       | 142          | 147          | 150          | 17           | 188          | 193          | 193          | 16           | 335    |
| 17   | Miika Antti-Roiko (FIN)     | B      | 93.80       | 140          | 140          | —            | 21           | 185          | 190          | 200          | 12           | 330    |
| 18   | Milos Zivkovic (AUT)        | C      | 93.20       | 140          | 140          | 147          | 18           | 170          | 174          | 178          | 19           | 321    |
| 19   | Artur Mugurdumov (ISR)      | C      | 93.90       | 137          | 142          | 146          | 19           | 173          | 175          | 178          | 18           | 321    |
| 20   | Gábor Vaspöri (HUN)         | C      | 93.95       | 140          | 144          | 147          | 20           | 172          | 173          | 174          | 20           | 318    |
| 21   | Alexandros Amanatidis (CYP) | C      | 92.85       | 128          | 133          | 135          | 22           | 161          | 166          | 171          | 21           | 301    |
| 22   | Adam Mesaros (CRO)          | C      | 93.85       | 120          | 125          | 130          | 24           | 160          | 165          | 165          | 22           | 290    |
| —    | Ivan Perasovic (CRO)        | C      | 92.75       | 120          | 125          | 130          | 23           | 145          | 145          | 145          | —            | —      |
| —    | Leho Pent (EST)             | B      | 93.25       | 155          | 160          | 162          | 14           | —            | —            | —            | —            | —      |
| DSQ  | Adam Maligov (RUS)          | A      | 92.75       | 172          | 176          | 180          | —            | 208          | 215          | —            | —            | —      |

### 105 kg maschili
| Pos. | Atleta                    | Gruppo | Peso atleta | Strappo (kg) | Strappo (kg) | Strappo (kg) | Strappo (kg) | Slancio (kg) | Slancio (kg) | Slancio (kg) | Slancio (kg) | Totale |
| Pos. | Atleta                    | Gruppo | Peso atleta | 1            | 2            | 3            | Pos.         | 1            | 2            | 3            | Pos.         | Totale |
| ---- | ------------------------- | ------ | ----------- | ------------ | ------------ | ------------ | ------------ | ------------ | ------------ | ------------ | ------------ | ------ |
|      | Simon Martirosyan (ARM)   | A      | 104.90      | 184          | 190          | 190          |              | 220          | 220          | 230          |              | 414    |
|      | Vasil Gospodinov (BUL)    | A      | 103.35      | 175          | 180          | 183          |              | 212          | 217          | 225          |              | 397    |
|      | Arkadiusz Michalski (POL) | A      | 105.00      | 170          | 174          | 175          | 6            | 210          | 217          | 217          | 4            | 387    |
| 4    | Sargis Martirosjan (AUT)  | A      | 104.55      | 179          | 181          | 181          |              | 205          | 210          | 210          | 8            | 386    |
| 5    | Kostiantyn Reva (UKR)     | A      | 104.70      | 165          | 165          | 172          | 10           | 201          | 208          | 216          | 5            | 381    |
| 6    | Mikhail Audzeyeu (BLR)    | A      | 104.70      | 173          | 176          | 176          | 4            | 198          | 203          | 203          | 9            | 379    |
| 7    | Samvel Gasparyan (ARM)    | A      | 102.65      | 160          | 165          | 170          | 9            | 205          | 210          | 212          | 6            | 375    |
| 8    | Vasyl Pylypenko (UKR)     | A      | 104.75      | 165          | 165          | 165          | 11           | 200          | 208          | 211          | 7            | 373    |
| 9    | Przemysław Budek (POL)    | A      | 104.55      | 165          | 170          | 173          | 7            | 201          | 206          | 208          | 10           | 371    |
| 10   | Matej Kováč (SVK)         | B      | 104.80      | 161          | 167          | 170          | 8            | 195          | 200          | 205          | 12           | 370    |
| 11   | Arnas Sidiskis (LTU)      | B      | 104.55      | 157          | 163          | 166          | 12           | 188          | 193          | 197          | 14           | 360    |
| 12   | Nenad Kuzic (SRB)         | B      | 103.95      | 160          | 165          | 166          | 13           | 200          | 205          | 205          | 11           | 360    |
| 13   | Resul Elvan (TUR)         | B      | 105.00      | 151          | 156          | 162          | 16           | 190          | 190          | 200          | 13           | 356    |
| 14   | Sergej Lichovoj (LTU)     | B      | 104.35      | 155          | 160          | 164          | 14           | 188          | 193          | 197          | 15           | 353    |
| 15   | Philipp Forster (AUT)     | B      | 104.75      | 150          | 155          | 160          | 17           | 185          | 192          | 197          | 16           | 347    |
| 16   | Jiri Gasior (CZE)         | B      | 103.40      | 147          | 147          | 150          | 19           | 182          | 187          | 190          | 17           | 340    |
| 17   | Patrik Krywult (CZE)      | B      | 103.95      | 150          | 155          | 158          | 15           | 180          | —            | —            | 18           | 338    |
| 18   | Kimmo Lehtikangas (FIN)   | C      | 97.45       | 143          | 147          | 147          | 20           | 170          | 178          | 183          | 19           | 325    |
| 19   | Mikkel Andersen (DEN)     | C      | 104.80      | 143          | 147          | 148          | 22           | 170          | 175          | 175          | 20           | 313    |
| 20   | Simon Keartland (IRL)     | C      | 104.75      | 128          | 132          | 132          | 23           | 154          | 160          | 160          | 21           | 288    |
| —    | David Bedzhanyan (RUS)    | A      | 104.50      | 170          | 170          | 172          | —            | 213          | 221          | 231          |              | —      |
| —    | Marcos Ruiz (ESP)         | A      | 104.40      | 175          | 181          | 181          | 5            | 203          | 203          | 203          | —            | —      |
| —    | Stefan Agren (SWE)        | C      | 104.50      | 154          | 159          | 159          | 18           | 192          | 192          | 192          | —            | —      |
| —    | Roni Peltonen (FIN)       | C      | 104.90      | 144          | 149          | 149          | 21           | 176          | 178          | 178          | —            | —      |

### Oltre 105 kg maschili
| Pos. | Atleta                  | Gruppo | Peso atleta | Strappo (kg) | Strappo (kg) | Strappo (kg) | Strappo (kg) | Slancio (kg) | Slancio (kg) | Slancio (kg) | Slancio (kg) | Totale |
| Pos. | Atleta                  | Gruppo | Peso atleta | 1            | 2            | 3            | Pos.         | 1            | 2            | 3            | Pos.         | Totale |
| ---- | ----------------------- | ------ | ----------- | ------------ | ------------ | ------------ | ------------ | ------------ | ------------ | ------------ | ------------ | ------ |
|      | Lasha Talakhadze (GEO)  | A      | 158.10      | 203          | 210          | 217          |              | 238          | 245          | 250          |              | 467    |
|      | Gor Minasyan (ARM)      | A      | 141.85      | 200          | 205          | 211          |              | 235          | 240          | 240          | 5            | 446    |
|      | Ruben Aleksanyan (ARM)  | A      | 151.15      | 190          | 190          | 195          | 6            | 240          | 244          | 247          |              | 434    |
| 4    | Ruslan Albegov (RUS)    | A      | 159.20      | 186          | 192          | 196          | 4            | 237          | 243          | 245          | 4            | 433    |
| 5    | Mart Seim (EST)         | A      | 149.75      | 180          | 185          | 185          | 9            | 235          | 242          | 246          |              | 426    |
| 6    | Péter Nagy (HUN)        | A      | 157.20      | 176          | 181          | 185          | 8            | 215          | 220          | 224          | 6            | 405    |
| 7    | Kamil Kučera (CZE)      | A      | 141.00      | 175          | 180          | 185          | 10           | 217          | 222          | 226          | 7            | 402    |
| 8    | Aliksei Mzhachyk (BLR)  | B      | 135.15      | 175          | 182          | 190          | 7            | 210          | 218          | 223          | 8            | 400    |
| 9    | Daniel Dołęga (POL)     | A      | 124.70      | 175          | 180          | 180          | 11           | 213          | 221          | 222          | 11           | 393    |
| 10   | Igor Olshanetskyi (ISR) | B      | 131.90      | 160          | 166          | 170          | 15           | 205          | 211          | 216          | 9            | 386    |
| 11   | Tamaš Kajdoči (SRB)     | B      | 145.95      | 167          | 174          | 174          | 16           | 210          | 215          | 220          | 10           | 382    |
| 12   | Ante Vukovic (CRO)      | B      | 135.45      | 167          | 171          | 173          | 14           | 195          | 202          | 202          | 14           | 373    |
| 13   | Roman Vasylevskyi (UKR) | B      | 107.45      | 166          | 172          | 172          | 13           | 195          | 200          | 203          | 15           | 372    |
| 14   | Ondrej Kružel (SVK)     | B      | 115.70      | 160          | 165          | 166          | 17           | 200          | 204          | 208          | 12           | 370    |
| 15   | David Litvinov (ISR)    | B      | 118.75      | 165          | 170          | 171          | 18           | 190          | 201          | 202          | 13           | 367    |
| 16   | Radoslav Tatarčík (SVK) | B      | 111.15      | 169          | 173          | 175          | 12           | 182          | 187          | 190          | 20           | 360    |
| 17   | Andri Gunnarsson (ISL)  | C      | 129.20      | 150          | 160          | 165          | 19           | 185          | 195          | 200          | 16           | 355    |
| 18   | Vincas Šlevinskis (LTU) | C      | 126.75      | 150          | 156          | 156          | 20           | 185          | 190          | 195          | 19           | 346    |
| 19   | Tivadar Kajdoči (SRB)   | C      | 129.95      | 140          | 145          | 150          | 21           | 185          | 190          | 195          | 18           | 340    |
| 20   | Teemu Roininen (FIN)    | C      | 136.50      | 147          | 147          | 147          | 22           | 190          | 196          | —            | 17           | 337    |
| 21   | Deivydas Jucius (LTU)   | C      | 128.80      | 140          | 147          | 147          | 23           | 177          | 180          | —            | 21           | 317    |
| 22   | Silvio Bijelić (CRO)    | C      | 145.40      | 130          | 130          | 135          | 24           | 160          | 175          | —            | 22           | 310    |
| 23   | Kieran Mifsud (MLT)     | C      | 106.35      | 121          | 126          | 127          | 25           | 155          | 160          | 160          | 23           | 287    |
| —    | Irakli Turmanidze (GEO) | A      | 135.35      | 190          | 197          | 201          |              | —            | —            | —            | —            | —      |
| —    | Oleg Proshak (UKR)      | A      | 127.20      | 185          | 190          | 195          | 5            | 220          | 220          | 220          | —            | —      |

## Gare femminili

### 48 kg femminili
| Pos. | Atleta                    | Gruppo | Peso atleta | Strappo (kg) | Strappo (kg) | Strappo (kg) | Strappo (kg) | Slancio (kg) | Slancio (kg) | Slancio (kg) | Slancio (kg) | Totale |
| Pos. | Atleta                    | Gruppo | Peso atleta | 1            | 2            | 3            | Pos.         | 1            | 2            | 3            | Pos.         | Totale |
| ---- | ------------------------- | ------ | ----------- | ------------ | ------------ | ------------ | ------------ | ------------ | ------------ | ------------ | ------------ | ------ |
|      | Anaïs Michel (FRA)        | A      | 47.80       | 76           | 78           | 80           |              | 95           | 100          | —            |              | 180    |
|      | Monica Csengeri (ROU)     | A      | 47.85       | 80           | 83           | 85           |              | 94           | 94           | 97           |              | 179    |
|      | Elena Andrieș (ROU)       | A      | 47.60       | 72           | 75           | 75           |              | 89           | 89           | 92           | 4            | 164    |
| 4    | Şaziye Erdoğan (TUR)      | A      | 47.70       | 72           | 75           | 75           | 5            | 90           | 93           | 93           |              | 162    |
| 5    | Alessandra Pagliaro (ITA) | A      | 46.55       | 67           | 70           | 73           | 4            | 83           | 86           | 90           | 6            | 159    |
| 6    | Gamze Karakol (TUR)       | A      | 47.85       | 68           | 70           | 73           | 6            | 88           | 88           | 92           | 5            | 158    |
| 7    | Agnieszka Zacharek (POL)  | A      | 47.80       | 67           | 69           | 70           | 7            | 85           | 89           | 89           | 8            | 155    |
| 8    | Maria Pipiliaridou (GRE)  | A      | 47.85       | 62           | 62           | 66           | 8            | 83           | 86           | 86           | 7            | 152    |
| 9    | Tijana Stevanović (SRB)   | B      | 47.70       | 62           | 63           | 63           | 10           | 74           | 76           | 79           | 9            | 142    |
| 10   | Sonja Haapaniemi (FIN)    | B      | 47.85       | 59           | 61           | 63           | 9            | 74           | 74           | 77           | 10           | 137    |
| 11   | Tihana Majer (CRO)        | B      | 48.00       | 55           | 55           | 60           | 11           | 70           | 76           | 77           | 11           | 125    |
| 12   | Alexandria Craig (IRL)    | B      | 47.05       | 51           | 53           | 55           | 12           | 62           | 64           | 66           | 12           | 121    |

### 53 kg femminili
| Pos. | Atleta                     | Gruppo | Peso atleta | Strappo (kg) | Strappo (kg) | Strappo (kg) | Strappo (kg) | Slancio (kg) | Slancio (kg) | Slancio (kg) | Slancio (kg) | Totale |
| Pos. | Atleta                     | Gruppo | Peso atleta | 1            | 2            | 3            | Pos.         | 1            | 2            | 3            | Pos.         | Totale |
| ---- | -------------------------- | ------ | ----------- | ------------ | ------------ | ------------ | ------------ | ------------ | ------------ | ------------ | ------------ | ------ |
|      | Joanna Łochowska (POL)     | A      | 52.75       | 84           | 86           | 89           |              | 104          | 106          | —            |              | 192    |
|      | Atenery Hernández (ESP)    | A      | 52.65       | 82           | 84           | 86           |              | 102          | 105          | 105          |              | 191    |
|      | Ljudmila Pankova (BLR)     | A      | 52.85       | 78           | 81           | 83           | 4            | 99           | 103          | 106          |              | 189    |
| 4    | Evagjelia Veli (ALB)       | A      | 52.75       | 80           | 81           | 82           | 5            | 100          | 104          | 104          | 5            | 182    |
| 5    | Giorgia Russo (ITA)        | A      | 52.45       | 73           | 76           | 76           | 8            | 97           | 101          | 105          | 4            | 177    |
| 6    | Sarah Hovden Øvsthus (NOR) | A      | 52.50       | 76           | 78           | 80           | 6            | 94           | 97           | 99           | 6            | 175    |
| 7    | Rebekka Tao Jacobsen (NOR) | B      | 52.80       | 70           | 72           | 74           | 10           | 91           | 93           | 95           | 7            | 169    |
| 8    | Noelia Garcia (ESP)        | B      | 52.55       | 74           | 76           | 78           | 7            | 89           | 92           | 92           | 8            | 168    |
| 9    | Aksana Zalatarova (ISR)    | B      | 52.95       | 73           | 76           | 76           | 9            | 90           | 93           | 93           | 9            | 166    |
| 10   | Pauliina Lagerkrans (FIN)  | A      | 52.30       | 71           | 71           | 72           | 12           | 88           | 91           | 91           | 10           | 160    |
| 11   | Katrhine Bruhn (DEN)       | B      | 52.50       | 65           | 69           | 72           | 11           | 83           | 87           | 89           | 11           | 159    |
| 12   | Rachel Hayes (ISR)         | B      | 52.50       | 65           | 65           | 68           | 13           | 80           | 84           | 87           | 12           | 149    |
| 13   | Evita Talahatu (NED)       | B      | 52.75       | 58           | 62           | 62           | 14           | 76           | 79           | 82           | 13           | 137    |
| 14   | Eithne Harte (IRL)         | B      | 52.65       | 57           | 57           | 59           | 15           | 72           | 76           | 79           | 14           | 136    |
| —    | Bediha Tunadağı (TUR)      | A      | 52.40       | 83           | 84           | 87           |              | 104          | 104          | 105          | —            | —      |

### 58 kg femminili
| Pos. | Atleta                    | Gruppo | Peso atleta | Strappo (kg) | Strappo (kg) | Strappo (kg) | Strappo (kg) | Slancio (kg) | Slancio (kg) | Slancio (kg) | Slancio (kg) | Totale |
| Pos. | Atleta                    | Gruppo | Peso atleta | 1            | 2            | 3            | Pos.         | 1            | 2            | 3            | Pos.         | Totale |
| ---- | ------------------------- | ------ | ----------- | ------------ | ------------ | ------------ | ------------ | ------------ | ------------ | ------------ | ------------ | ------ |
|      | Natal'ja Chlёstkina (RUS) | A      | 57.75       | 92           | 95           | 95           |              | 114          | 117          | 119          |              | 214    |
|      | Rebeka Koha (LAT)         | A      | 57.25       | 92           | 95           | 97           |              | 110          | 114          | 118          |              | 213    |
|      | Mădălina Molie (ROU)      | B      | 57.95       | 91           | 94           | 96           | 4            | 110          | 114          | 114          | 4            | 208    |
| 4    | Veronika Ivasiuk (UKR)    | A      | 57.90       | 90           | 93           | 95           |              | 106          | 111          | 115          | 9            | 206    |
| 5    | Irina Lepșa (ROU)         | A      | 57.95       | 90           | 93           | 95           | 5            | 113          | 117          | 117          | 5            | 206    |
| 6    | Alba Sánchez (ESP)        | A      | 57.65       | 86           | 89           | 89           | 7            | 110          | 113          | 113          | 7            | 202    |
| 7    | Sümeyye Kentli (TUR)      | A      | 57.90       | 83           | 83           | 86           | 10           | 114          | 116          | 119          |              | 202    |
| 8    | Angelica Roos (SWE)       | A      | 57.65       | 85           | 87           | 88           | 8            | 109          | 113          | 115          | 6            | 201    |
| 9    | Katarzyna Kraska (POL)    | A      | 57.55       | 85           | 87           | 87           | 11           | 112          | 113          | 113          | 8            | 198    |
| 10   | Mouna Skandi (ESP)        | B      | 57.75       | 82           | 85           | 88           | 12           | 105          | 109          | 113          | 10           | 194    |
| 11   | Konstantina Benteli (GRE) | A      | 57.90       | 86           | 90           | 90           | 9            | 100          | 106          | 109          | 12           | 192    |
| 12   | Anastasija Ivanova (RUS)  | A      | 57.70       | 85           | 89           | 92           | 6            | 102          | 107          | 107          | 15           | 191    |
| 13   | Ayşegül Çakın (TUR)       | B      | 57.80       | 81           | 84           | 84           | 14           | 105          | 107          | 109          | 11           | 190    |
| 14   | Darya Tseveleva (BLR)     | B      | 57.45       | 83           | 87           | 87           | 13           | 103          | 106          | —            | 14           | 189    |
| 15   | Tea Šojat (CRO)           | B      | 57.25       | 75           | 77           | 77           | 15           | 85           | 88           | 92           | 18           | 163    |
| 16   | Nastasja Štesl (SLO)      | B      | 57.00       | 66           | 69           | 71           | 16           | 86           | 86           | 90           | 17           | 161    |
| 17   | Dimitra Ioannou (CYP)     | B      | 57.70       | 65           | 70           | 72           | 17           | 80           | 85           | 85           | 20           | 150    |
| 18   | Hilary Riordan (IRL)      | B      | 57.10       | 63           | 65           | 68           | 18           | 81           | 84           | 86           | 19           | 149    |
| 19   | Neta Bronstein (ISR)      | B      | 57.45       | 60           | 64           | 67           | 19           | 80           | 80           | 83           | 21           | 144    |
| 20   | Lucija Gračanin (CRO)     | B      | 54.45       | 50           | 52           | 54           | 20           | 60           | 62           | 64           | 22           | 118    |
| —    | Izabella Yaylyan (ARM)    | A      | 57.70       | 87           | 87           | 87           | —            | 101          | 106          | —            | 13           | —      |
| —    | Laura Liukkonen (FIN)     | B      | 57.50       | 76           | 76           | 77           | —            | 96           | 101          | 105          | 16           | —      |

### 63 kg femminili
| Pos. | Atleta                          | Gruppo | Peso atleta | Strappo (kg) | Strappo (kg) | Strappo (kg) | Strappo (kg) | Slancio (kg) | Slancio (kg) | Slancio (kg) | Slancio (kg) | Totale |
| Pos. | Atleta                          | Gruppo | Peso atleta | 1            | 2            | 3            | Pos.         | 1            | 2            | 3            | Pos.         | Totale |
| ---- | ------------------------------- | ------ | ----------- | ------------ | ------------ | ------------ | ------------ | ------------ | ------------ | ------------ | ------------ | ------ |
|      | Loredana Toma (ROU)             | A      | 62.65       | 100          | 104          | 104          |              | 121          | 126          | 130          |              | 226    |
|      | Tat'jana Aleeva (RUS)           | A      | 62.95       | 95           | 98           | 98           |              | 120          | 124          | 125          |              | 223    |
|      | Tima Turieva (RUS)              | A      | 62.75       | 97           | 101          | 101          |              | 121          | 127          | 127          |              | 218    |
| 4    | Florina Sorina Hulpan (ROU)     | A      | 63.00       | 90           | 91           | 96           | 4            | 110          | 114          | 117          | 5            | 213    |
| 5    | Sarah Davies (GBR)              | A      | 62.55       | 87           | 87           | 90           | 8            | 112          | 115          | 118          | 4            | 208    |
| 6    | Mariia Tymoshchuk (UKR)         | A      | 62.05       | 87           | 90           | 92           | 6            | 105          | 109          | 113          | 7            | 201    |
| 7    | Anni Vuohijoki (FIN)            | A      | 62.75       | 90           | 92           | 92           | 7            | 111          | 111          | 116          | 6            | 201    |
| 8    | Irene Martinez (ESP)            | B      | 62.65       | 92           | 95           | 98           | 5            | 105          | 108          | 108          | 10           | 200    |
| 9    | Ine Andersson (NOR)             | B      | 62.45       | 83           | 86           | 87           | 9            | 103          | 106          | 108          | 9            | 193    |
| 10   | Saara Leskinen (FIN)            | A      | 62.40       | 84           | 88           | 88           | 12           | 98           | 107          | 107          | 8            | 191    |
| 11   | Aliaksandra Tsiatsiorkina (BLR) | B      | 61.55       | 80           | 84           | 86           | 10           | 100          | 104          | 107          | 11           | 190    |
| 12   | Ohman Marina (ISR)              | B      | 63.00       | 80           | 83           | 85           | 11           | 93           | 96           | 98           | 14           | 183    |
| 13   | Thuridur Erla Helgadottir (ISL) | B      | 58.65       | 79           | 83           | 83           | 13           | 102          | 106          | 107          | 12           | 181    |
| 14   | Ivana Horna (SVK)               | B      | 62.65       | 70           | 74           | 77           | 15           | 95           | 99           | 103          | 13           | 176    |
| 15   | Yasmin Zammit Stevens (MLT)     | B      | 62.85       | 73           | 76           | 76           | 16           | 90           | 93           | 93           | 16           | 166    |
| 16   | Alexandra Klatsia (CYP)         | B      | 62.00       | 71           | 74           | 74           | 20           | 90           | 95           | 98           | 15           | 166    |
| 17   | Amanda Simonsen (DEN)           | B      | 62.65       | 77           | 80           | 80           | 14           | 86           | 89           | 91           | 20           | 163    |
| 18   | Laura Lozová (CZE)              | B      | 62.15       | 70           | 72           | 75           | 17           | 89           | 92           | 92           | 18           | 161    |
| 19   | Aoife MacNeill (IRL)            | B      | 62.55       | 71           | 74           | 74           | 19           | 90           | 93           | 93           | 17           | 161    |
| 20   | Sarit Kalo (ISR)                | B      | 62.00       | 66           | 70           | 72           | 18           | 88           | 91           | 91           | 19           | 160    |

### 69 kg femminili
| Pos. | Atleta                      | Gruppo | Peso atleta | Strappo (kg) | Strappo (kg) | Strappo (kg) | Strappo (kg) | Slancio (kg) | Slancio (kg) | Slancio (kg) | Slancio (kg) | Totale |
| Pos. | Atleta                      | Gruppo | Peso atleta | 1            | 2            | 3            | Pos.         | 1            | 2            | 3            | Pos.         | Totale |
| ---- | --------------------------- | ------ | ----------- | ------------ | ------------ | ------------ | ------------ | ------------ | ------------ | ------------ | ------------ | ------ |
|      | Anastasija Romanova (RUS)   | A      | 68.95       | 103          | 107          | 112          |              | 125          | 131          | 135          |              | 247    |
|      | Marija Chljan (UKR)         | A      | 68.70       | 96           | 99           | 99           |              | 120          | 124          | 126          |              | 225    |
|      | Anastasija Michalenka (BLR) | A      | 68.60       | 95           | 99           | 99           | 8            | 122          | 127          | 130          |              | 225    |
| 4    | Rebekah Tiler (GBR)         | A      | 68.30       | 93           | 96           | 100          |              | 120          | 124          | 124          | 4            | 224    |
| 5    | Romela Begaj (ALB)          | A      | 67.45       | 98           | 101          | 101          | 4            | 121          | 121          | 125          | 6            | 219    |
| 6    | Patricia Strenius (SWE)     | A      | 68.75       | 93           | 96           | 98           | 7            | 118          | 123          | 126          | 5            | 219    |
| 7    | Hanna Panova (UKR)          | A      | 67.70       | 90           | 94           | 97           | 6            | 115          | 115          | 119          | 8            | 212    |
| 8    | Emily Godley (GBR)          | B      | 67.55       | 87           | 90           | 92           | 10           | 112          | 117          | 117          | 7            | 209    |
| 9    | Beáta Jung (HUN)            | A      | 68.60       | 93           | 97           | 98           | 5            | 105          | 110          | 112          | 10           | 203    |
| 10   | Ana de Gregorio (ESP)       | B      | 68.00       | 85           | 89           | 92           | 11           | 105          | 109          | 112          | 9            | 201    |
| 11   | Maria Emma Lopez (ESP)      | B      | 67.95       | 85           | 89           | 92           | 9            | 105          | 109          | 109          | 11           | 197    |
| 12   | Victoria Hahn (AUT)         | B      | 69.00       | 82           | 82           | 84           | 12           | 98           | 103          | —            | 13           | 182    |
| 13   | Nora Jäggi (SUI)            | B      | 67.85       | 75           | 80           | 85           | 14           | 93           | 98           | 102          | 12           | 182    |
| 14   | Eliška Pudivítrová (CZE)    | B      | 66.70       | 75           | 79           | 81           | 13           | 90           | 94           | 94           | 14           | 175    |
| 15   | Monique Kleinstapel (NED)   | B      | 68.10       | 76           | 76           | 80           | 15           | 90           | 90           | 90           | 15           | 166    |
| 16   | Ivana Rumenovic (CRO)       | B      | 64.05       | 50           | 50           | 58           | 16           | 60           | 65           | 67           | 16           | 115    |

### 75 kg femminili
| Pos. | Atleta                  | Gruppo | Peso atleta | Strappo (kg) | Strappo (kg) | Strappo (kg) | Strappo (kg) | Slancio (kg) | Slancio (kg) | Slancio (kg) | Slancio (kg) | Totale |
| Pos. | Atleta                  | Gruppo | Peso atleta | 1            | 2            | 3            | Pos.         | 1            | 2            | 3            | Pos.         | Totale |
| ---- | ----------------------- | ------ | ----------- | ------------ | ------------ | ------------ | ------------ | ------------ | ------------ | ------------ | ------------ | ------ |
|      | Lidia Valentín (ESP)    | A      | 74.90       | 112          | 115          | 118          |              | 132          | 137          | —            |              | 252    |
|      | Marija Vostrikova (RUS) | A      | 71.55       | 105          | 110          | 113          |              | 125          | 129          | 129          |              | 238    |
|      | Sona Poghosyan (ARM)    | A      | 73.40       | 98           | 101          | 101          | 4            | 122          | 126          | 128          |              | 227    |
| 4    | Natalia Prișcepa (MDA)  | A      | 74.90       | 98           | 98           | 98           | 6            | 114          | 118          | 120          | 4            | 218    |
| 5    | Jolanta Wiór (POL)      | A      | 73.15       | 95           | 95           | 97           | 9            | 114          | 118          | 119          | 5            | 214    |
| 6    | Meri Ilmarinen (FIN)    | A      | 74.75       | 93           | 97           | 100          | 7            | 115          | 118          | 118          | 8            | 212    |
| 7    | Carlotta Brunelli (ITA) | B      | 74.65       | 93           | 97           | 100          | 8            | 113          | 116          | 119          | 7            | 213    |
| 8    | Marianne Saarhelo (FIN) | A      | 71.45       | 88           | 92           | 95           | 10           | 113          | 118          | 121          | 6            | 210    |
| 9    | Julie Švecová (CZE)     | B      | 69.50       | 74           | 77           | 80           | 12           | 86           | 89           | 92           | 8            | 169    |
| 10   | Hermana Dermiček (CRO)  | B      | 69.30       | 50           | 53           | 55           | 13           | 60           | 65           | 67           | 9            | 122    |
| —    | Iryna Decha (UKR)       | A      | 74.70       | 114          | 117          | 120          |              | 137          | 137          | 137          | —            | —      |
| —    | Rabia Kaya (TUR)        | A      | 74.85       | 93           | 97           | 98           | 5            | 122          | 122          | 122          | —            | —      |
| —    | Simona Hertlová (CZE)   | B      | 69.05       | 82           | 86           | 89           | 11           | 100          | 100          | 100          | —            | —      |

### 90 kg femminili
| Pos. | Atleta                    | Gruppo | Peso atleta | Strappo (kg) | Strappo (kg) | Strappo (kg) | Strappo (kg) | Slancio (kg) | Slancio (kg) | Slancio (kg) | Slancio (kg) | Totale |
| Pos. | Atleta                    | Gruppo | Peso atleta | 1            | 2            | 3            | Pos.         | 1            | 2            | 3            | Pos.         | Totale |
| ---- | ------------------------- | ------ | ----------- | ------------ | ------------ | ------------ | ------------ | ------------ | ------------ | ------------ | ------------ | ------ |
|      | Diana Mstieva (RUS)       | A      | 89.70       | 104          | 108          | 109          |              | 126          | 129          | 132          |              | 241    |
|      | Valentyna Kisil' (UKR)    | A      | 86.70       | 105          | 108          | 110          |              | 124          | 127          | 130          |              | 240    |
|      | Tat'ev Hakobyan (ARM)     | A      | 81.25       | 100          | 105          | 108          |              | 121          | 121          | 125          | 4            | 230    |
| 4    | Anna Van Bellinghen (BEL) | A      | 85.20       | 102          | 106          | 107          | 4            | 122          | 127          | 129          |              | 229    |
| 5    | Małgorzata Wiejak (POL)   | A      | 79.45       | 98           | 101          | 101          | 5            | 120          | 124          | 128          | 5            | 225    |
| 6    | Nina Schroth (GER)        | A      | 79.00       | 94           | 98           | 98           | 6            | 112          | 116          | 119          | 6            | 217    |
| 7    | Bianka Bazso (HUN)        | B      | 80.15       | 86           | 90           | 93           | 7            | 112          | 116          | 118          | 7            | 209    |
| 8    | Timea Szuromi (HUN)       | B      | 76.00       | 86           | 89           | 92           | 9            | 107          | 111          | 111          | 8            | 200    |
| 9    | Nicole Rubanovich (ISR)   | B      | 75.10       | 88           | 88           | 92           | 8            | 100          | 104          | 107          | 10           | 199    |
| 10   | Ayşe Seven (TUR)          | B      | 86.55       | 70           | 77           | 80           | 12           | 103          | 108          | 111          | 9            | 185    |
| 11   | Louise Vennekilde (DEN)   | B      | 89.90       | 78           | 78           | 83           | 10           | 100          | 104          | 105          | 12           | 183    |
| 12   | Mihaela Kruljac (CRO)     | B      | 75.45       | 76           | 79           | 79           | 11           | 96           | 101          | 103          | 11           | 182    |
| 13   | Karmen Budiša (CRO)       | B      | 77.30       | 50           | 55           | 60           | 13           | 60           | 66           | 68           | 13           | 115    |

### Oltre 90 kg femminili
| Pos. | Atleta                        | Gruppo | Peso atleta | Strappo (kg) | Strappo (kg) | Strappo (kg) | Strappo (kg) | Slancio (kg) | Slancio (kg) | Slancio (kg) | Slancio (kg) | Totale |
| Pos. | Atleta                        | Gruppo | Peso atleta | 1            | 2            | 3            | Pos.         | 1            | 2            | 3            | Pos.         | Totale |
| ---- | ----------------------------- | ------ | ----------- | ------------ | ------------ | ------------ | ------------ | ------------ | ------------ | ------------ | ------------ | ------ |
|      | Tat'jana Kaširina (RUS)       | A      | 107.05      | 132          | 137          | 140          |              | 168          | 178          | 180          |              | 317    |
|      | Anastasija Lysenko (UKR)      | A      | 104.00      | 115          | 120          | 125          |              | 136          | 144          | 152          |              | 277    |
|      | Krisztina Magát (HUN)         | A      | 103.00      | 97           | 101          | 104          |              | 120          | 126          | 130          |              | 234    |
| 4    | Magdalena Karolak (POL)       | A      | 124.50      | 97           | 100          | 101          | 4            | 126          | 134          | 134          | 5            | 227    |
| 5    | Aleksandra Mierzejewska (POL) | A      | 139.40      | 95           | 98           | 100          | 5            | 127          | 135          | 135          | 4            | 227    |
| 6    | Hanna Makarova (UKR)          | A      | 122.50      | 90           | 96           | 99           | 6            | 120          | 126          | 132          | 6            | 222    |
| 7    | Melike Günal (TUR)            | B      | 106.35      | 75           | 82           | 85           | 7            | 95           | 100          | 105          | 7            | 190    |
| 8    | Tereza Kralova (CZE)          | B      | 90.75       | 73           | 77           | 80           | 8            | 83           | 88           | 92           | 8            | 172    |
| 9    | Ana Crnjac (CRO)              | B      | 90.25       | 50           | 55           | 57           | 9            | 65           | 68           | 70           | 9            | 127    |